# روگوزارسکی اس‌آی‌ام-۱۲-اچ
روگوزارسکی اس‌آی‌ام-۱۲-اچ (به انگلیسی: Rogožarski_SIM-XII-H) یک هواگرد ملخ‌پیشین تک‌موتوره از نوع هواپیمای آموزشی هواپیمای آب‌نشین دارای ارابه فرود ساخت شرکت Rogožarski AD. است. هواگرد روگوزارسکی اس‌آی‌ام-۱۲-اچ نخستین پروازش را در ۷. فوریه ۱۹۳۸ میلادی انجام داد. این هواگرد در سال ۱۹۳۹ میلادی رسماً معرفی گردید و در سال‌های از ۱۹۳۹ تا ۱۹۴۱ تولید شده‌است. در مجموع، ۹ فروند از این هواگرد ساخته شده‌است.
طراح این هواگرد، سیما میلوتینویچ بود.